# Spejderløb
Et spejderløb er en konkurrence eller oplevelsesarrangement mellem spejdere i de kuld, bander, patruljer eller sjak, de indgår i til hverdag eller en patrulje dannet med andre spejdere. Løbet kan være et kort indslag på et tropsmøde mellem troppens patruljer, eller det kan være et helt weekendarrangement.

## Generelt
Blandt tropsspejdere og specielt senior/rovere findes nationale spejderløb med deltagelse i til lejligheden sammensatte sjak på 2-3 mand. Til andre løb for hele patruljer er det accepteret at sammensætte en patrulje af spejdere fra 2-3 patruljer, der ellers ikke kunne stille det krævede antal spejdere, men det anses for uspejderligt at sammensætte en såkaldt kamppatrulje af troppens bedste spejdere, udelukkende for at vinde.
Man kan groft opdele spejderløb i 2 hoveddiscipliner:
- Orienteringsløb er konkurrencen i at finde flest poster i en skov på tid.
- Opgaveløb er en række poster med forskellige opgaver af praktisk karakter, der udfordrer holdets evner og samarbejde.

De større spejderløb er ofte sammensat af disse 2 discipliner, suppleret med forhindringsløb, hemmelige opgaver af praktisk karakter, teoretiske opgaver, snigning med mere.
Spejderløb for de yngste har mest karakter af sjove oplevelser, mens de for de ældre godt kan være hård konkurrence. Enkelte løb for senior/rovergrenen kan grænse til overlevelsesøvelser.

## Adventurespejd
Adventurespejd er en mere nutidig betegnelse for de større spejderløb:
Særlige elementer af spejdermetoden skaber udfordrende eventaktiviteter for spejdere fra alle landets korps.
Adventurespejd-ligaen
Fælles national spejderkonkurrence, hvor adventurespejdpatruljer fra hele landet dyster året igennem på 14 forskellige løb, som har hvert sit fokus. De patruljer, der har klaret det bedst gennem hele året, vinder i den sidste ende ligaen. Der kæmpes i to kategorier - Tropspejdere og Seniorspejdere.